# Îlot Pequeno
L'îlot Pequeno (en portugais : Ilhéu Pequeno) est un îlot situé dans l'archipel des îles Selvagens, à Madère, au Portugal.